# Rodrigo Tello
Rodrigo Álvaro Tello Valenzuela (Santiago del Cile, 14 ottobre 1979) è un ex calciatore cileno, centrocampista.

## Carriera

### Club
Comincia la carriera in Cile con l'Universidad de Chile di Santiago. Nel 2000, dopo l'esperienza alle Olimpiadi di Sydney (dove mette a segno un gol), viene acquistato dallo Sporting Lisbona, con il quale esordisce in campionato nel gennaio 2001.
Nella stagione 2001-2002, indossando la maglia bianco-verde poche volte, vince la Liga Portuguesa e la Coppa di Portogallo (ultima vittoria dello Sporting in campionato e, quindi, ultima doppietta). Da quella stagione comincia a guadagnare più spazio: nell'annata 2005-2006 gioca 20 partite, mentre in quella 2006-2007 è pressoché titolare.
Nel giugno 2007 viene acquistato dai turchi del Beşiktaş.
Nell'estate 2010 passa all'Eskişehirspor.

### Nazionale
Tello ha fatto parte della nazionale cilena che ha vinto la medaglia di bronzo alle Olimpiadi del 2000 a Sydney, in Australia, dietro Camerun e Spagna.

## Palmarès

### Club

#### Competizioni nazionali
- Campionato cileno: 2

Universidad de Chile: 1999, 2000
- Coppa del Cile: 1

Universidad de Chile: 2000
- Campionato portoghese: 1

Sporting: 2001-2002
- Supercoppa di Portogallo: 1

Sporting: 2002
- Coppa del Portogallo: 1

Sporting: 2001-2002, 2006-2007
- Campionato turco: 1

Beşiktaş: 2009
- Coppa di Turchia: 1

Beşiktaş: 2008-2009

### Nazionale
- Bronzo olimpico: 1

Sydney 2000